# ريا سين
ريا سين (بالبنغالية: রিয়া সেন)‏ هي عارضة وممثلة هندية، ولدت في 24 يناير 1981 بكلكتا في الهند.

## وصلات خارجية
- ريا سين على موقع IMDb (الإنجليزية)
- ريا سين على موقع قاعدة بيانات الفيلم (الإنجليزية)